# Туризм в Калужской области
В регионе насчитывается более 4000 исторически, культурно и духовно значимых объектов, что даёт развитие таким видам туризма, как культурно-образовательный, военно-исторический и религиозный.
Благоприятная экологическая обстановка региона, а также наличие Национального парка «Угра» и заповедника «Калужские засеки» позволяет развивать экологический и аграрный виды туризма.
Активно открываются новые и продолжает работать уже существующие промышленные объекты, что способствует развитию делового и промышленного туризма.
Наибольшей популярностью Калужская область пользуется у туристов из Москвы и Московской области, что обусловлено географическим положением региона – регион граничит с Московской агломерацией.
Туристов из других областей России и других стран привлекают экологические маршруты и многочисленные событийные мероприятия.

## Города

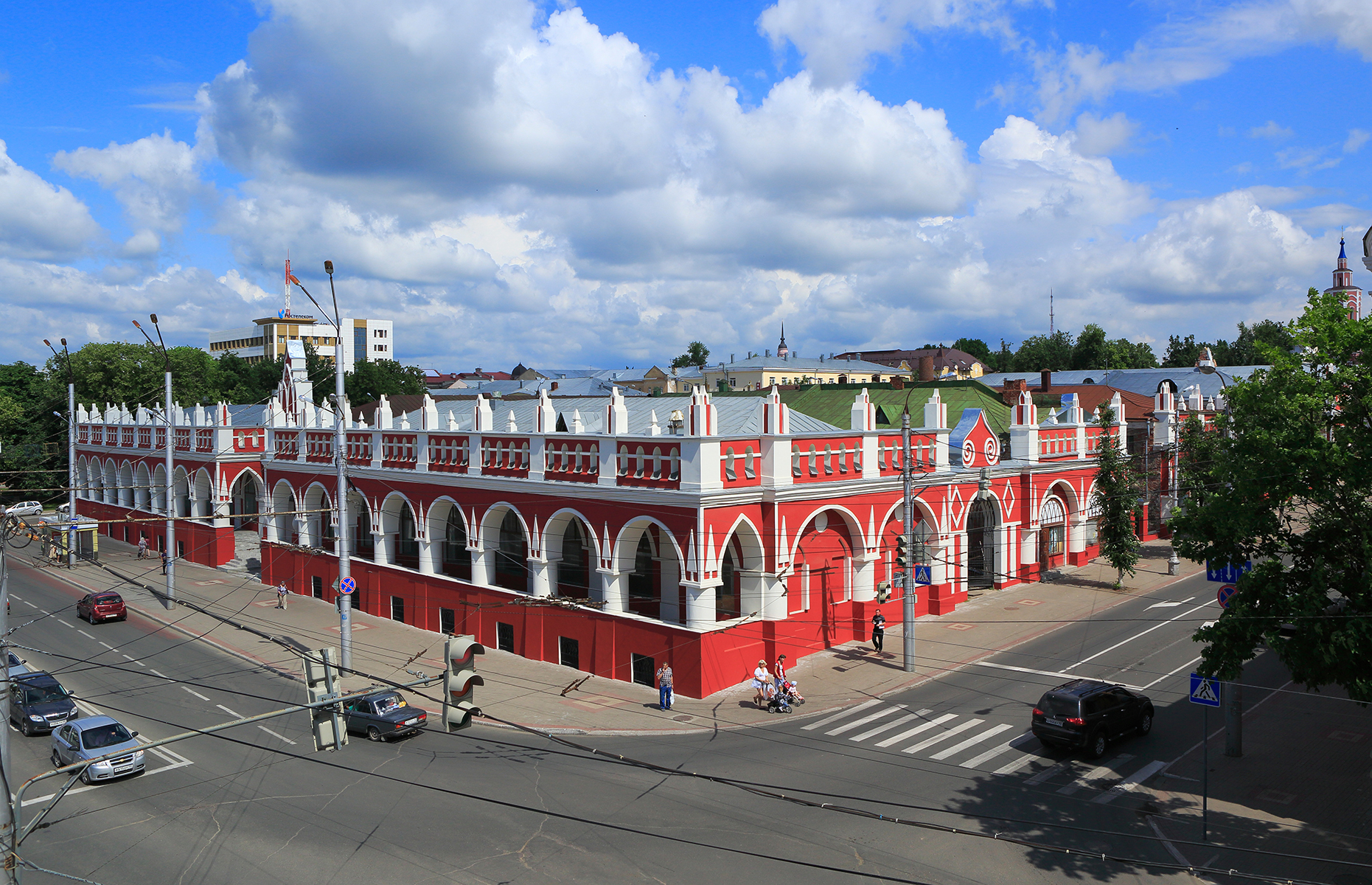
Калуга. Ансамбль Гостиного двора

### Калуга
Административный центр Калужской области расположен на берегу Оки к юго-западу от Москвы. Официальной датой основания считается 1371 год. К середине XVII века Калуга перестала быть пограничным городом, превратившись в город торговый. Много о купеческом прошлом Калуги рассказывают и музеи, и архитектура. Научная деятельность Константина Циолковского обеспечила Калуге славу «колыбели космонавтики».
В 2021 году Калуга отпразднует 650-летний юбилей и станет Новогодней столицей России.

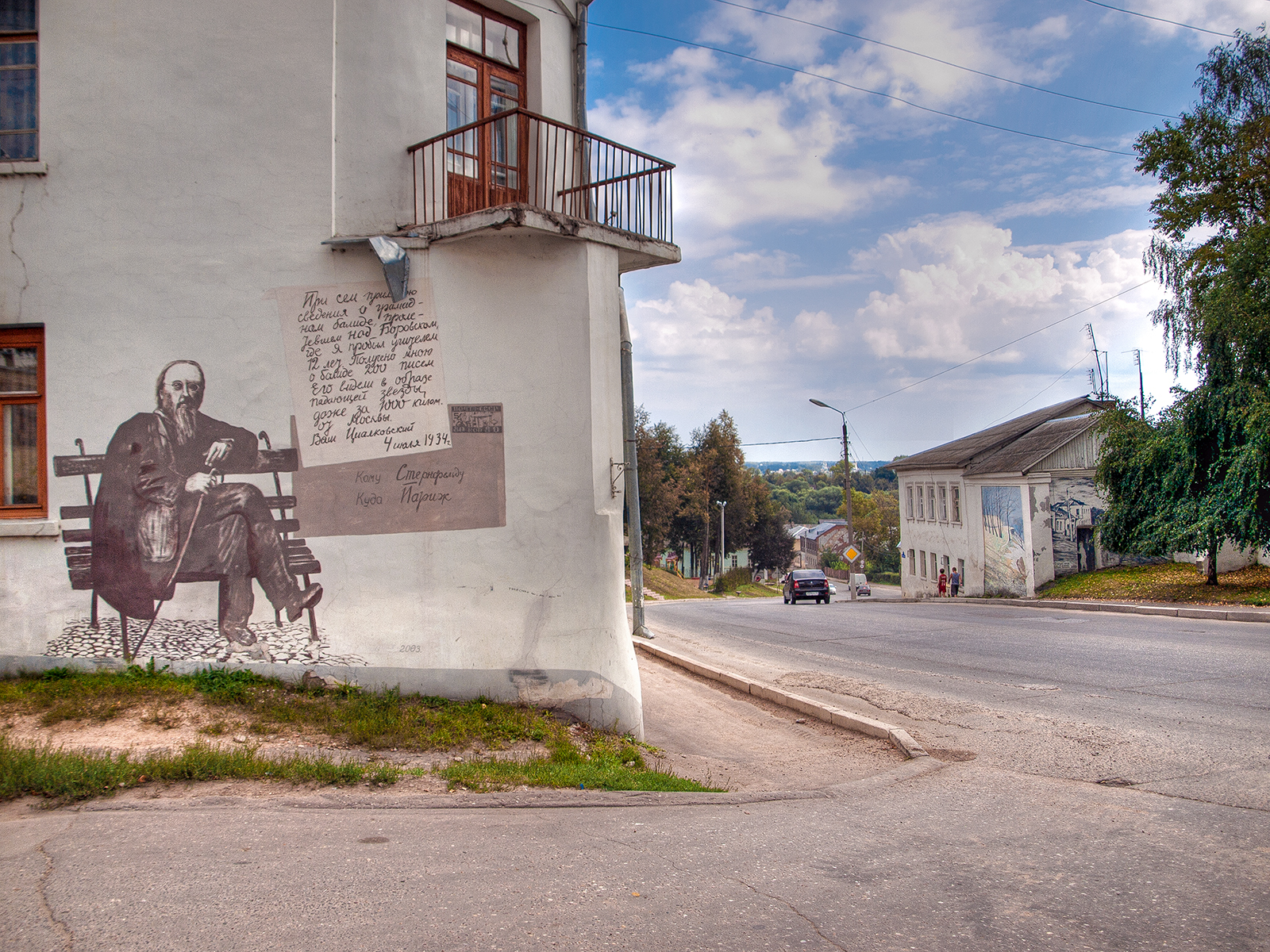
Боровск. Фрески

### Боровск
Один из старейших городов области. Расположен на живописных берегах реки Протвы. Свою богатую историю Боровск рассказывает совершенно уникальным способом – настенной живописью, за что у туристов получил название города-портала и города-селфи. Здесь также сохранилась крепость — комплекс Боровского Пафнутьева монастыря.

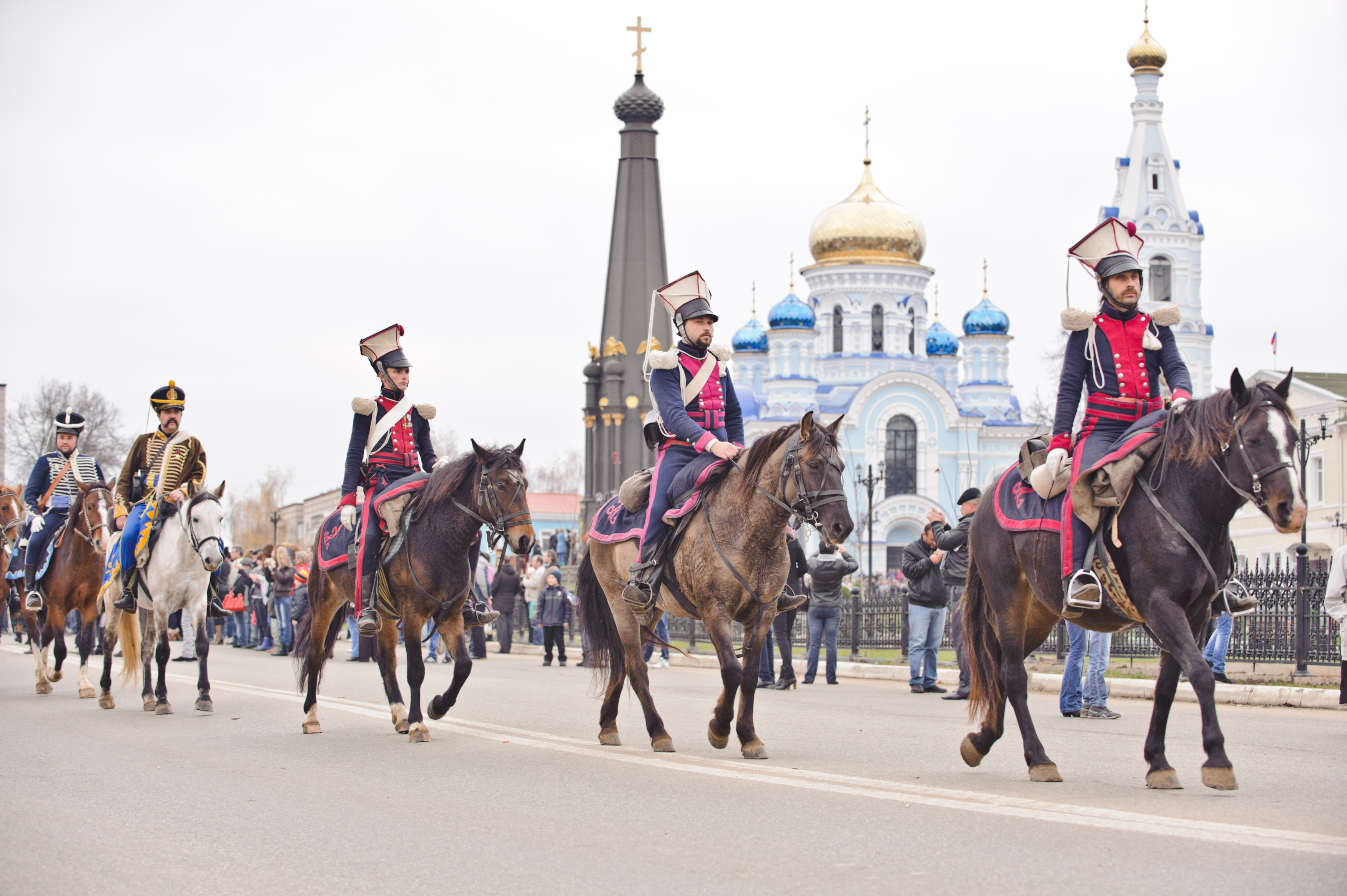
Малоярославец. Реконструкторы на фоне собора Успения Пресвятой Богородицы

### Малоярославец
Историческая роль Малоярославца раскрылась в Отечественной войне 1812 года. «Предел нападения, начало бегства и гибели врага» — вот характеристика, данная городу Михаилом Кутузовым. Туристический Малоярославец полон историй про наполеоновское нашествие: музеи, памятники, реконструкция сражения. Стены местного монастыря до сих пор хранят следы от картечи.

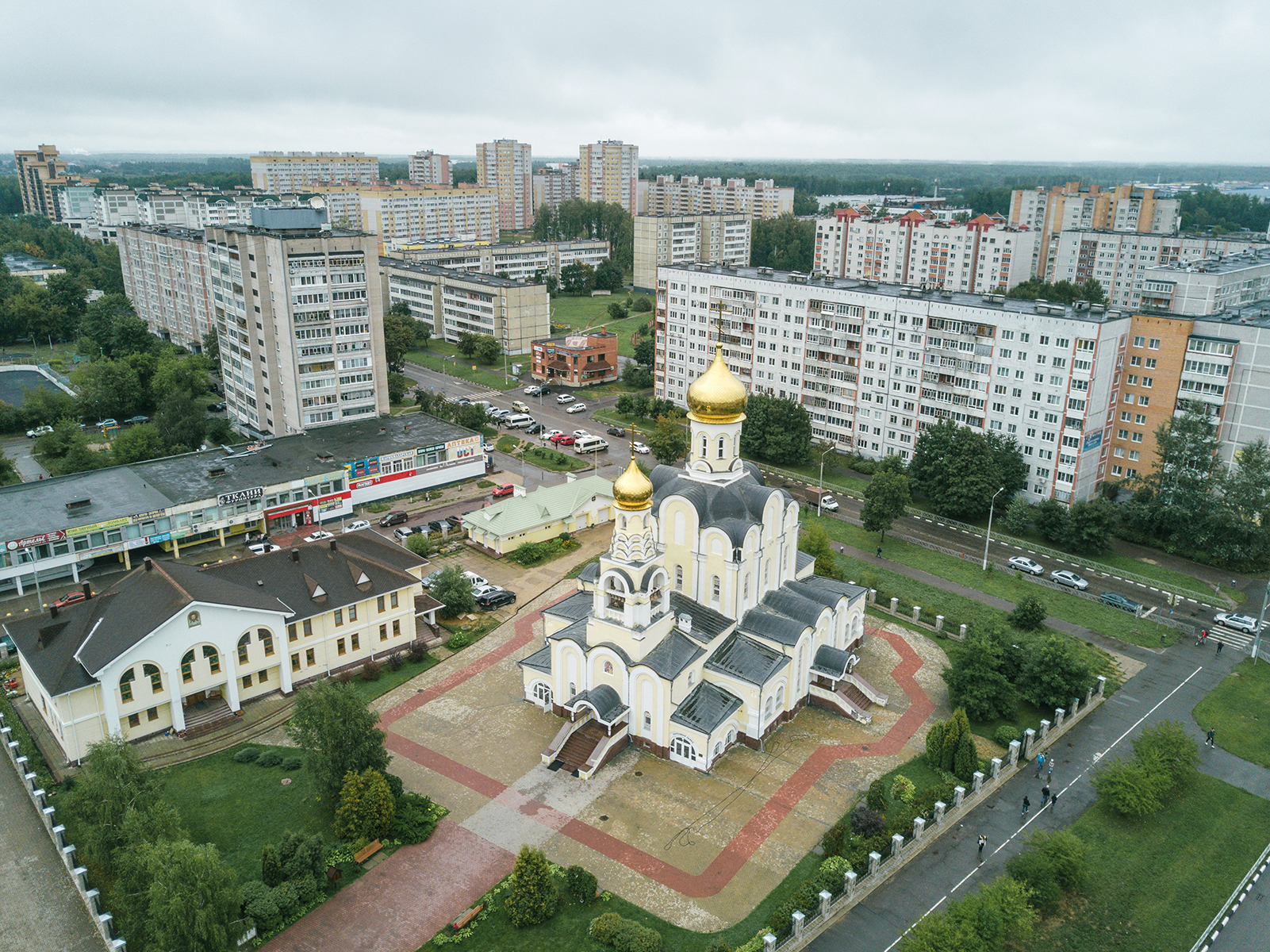
Обнинск. Храм Рождества Христова

### Обнинск
Здесь начала работу первая в мире АЭС, положившая начало атомной энергетике. Поэтому Обнинск первым из российских городов получил статус наукограда. В 2002 году обнинская АЭС была остановлена и стала действовать как отраслевой мемориальный комплекс.

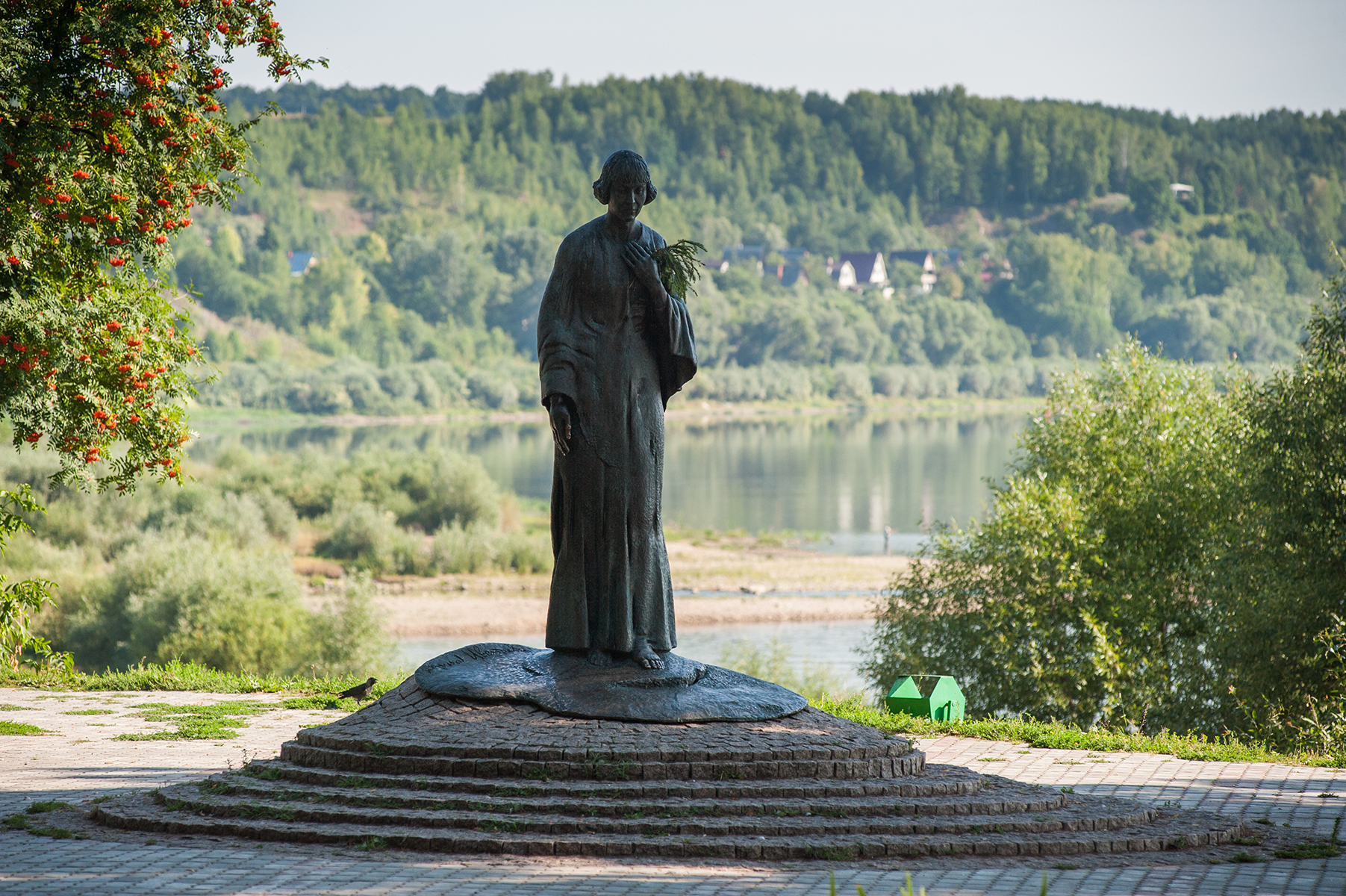
Таруса. Памятник Марине Цветаевой

### Таруса
Это самый поэтичный город региона. Здесь жили и творили известные художники, музыканты, поэты, поэтому Тарусу назвали «русским Барбизоном». Дома семьи Цветаевых, Константина Паустовского и Святослава Рихтера превращены в музеи.

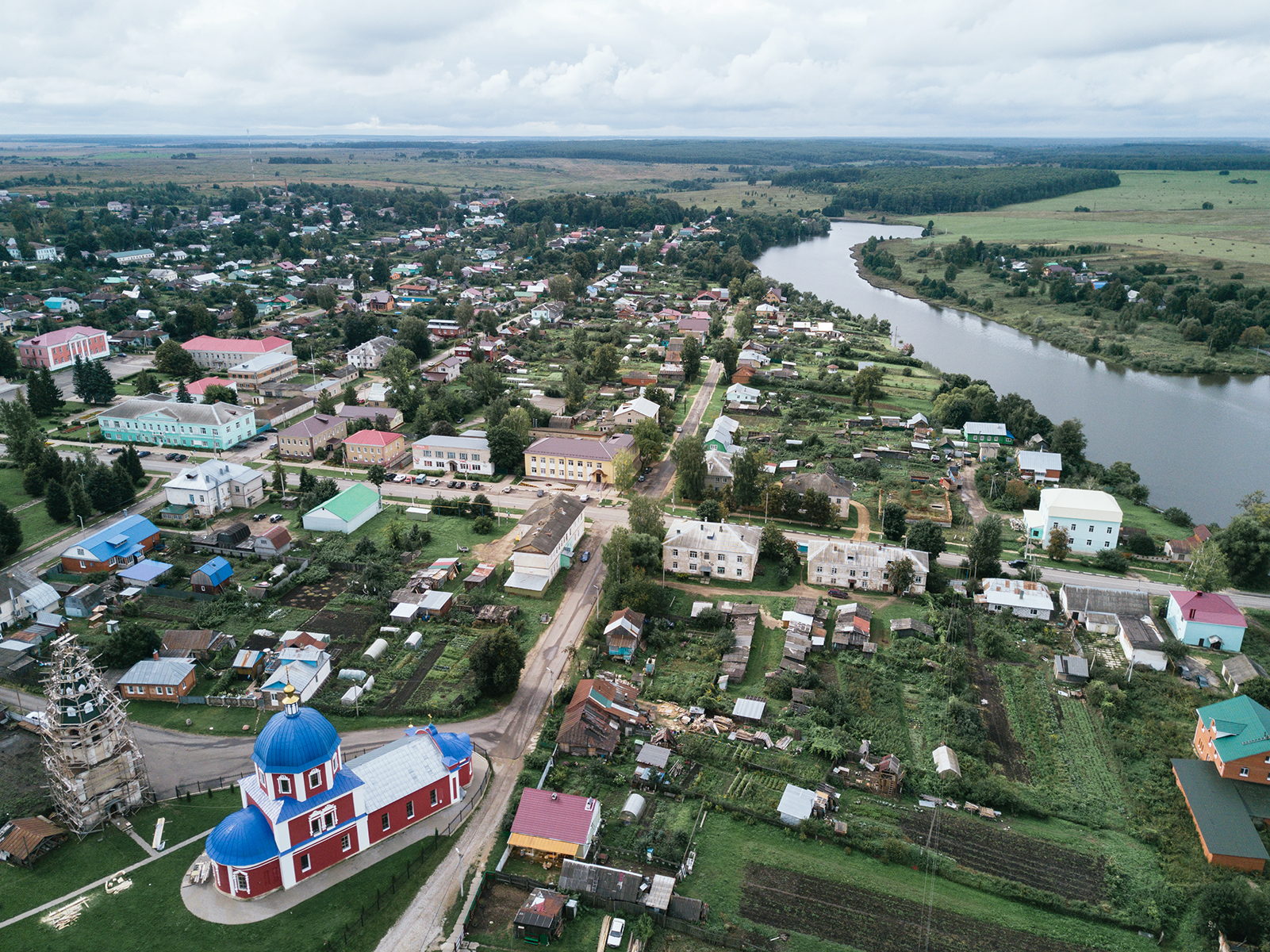
Мещовск. Вид с высоты птичьего полёта

### Мещовск
Этот скромный городок стал родиной русских цариц. Две здешних уроженки сидели на русском престоле. Царицам посвящен местный музей, а перед входом в Георгиевский Мещовский монастырь установлен памятник родоначальнице династии Романовых – Евдокии Стрешневой.

## Новые маршруты
В 2020 году, к 75-летию Победы Калужская область актуализировала военно-исторические маршруты, посвященные Великой Отечественной войне: ряд музеев обновили свои экспозиции,  в мае в Калуге начинает работу военно-исторический центр «Маршал Победы — Георгий Константинович Жуков», концепция которого основана на истории Берлинской наступательной операции.
В 2020 году в регионе запущен новый маршрут, разработанный в рамках национального туристического проекта «Императорский маршрут». Калужская область включилась в федеральный историко-культурный проект в 2019 году и была избрана координатором для 19 других российских регионов — участников проекта на 2020 – 2021 годы. Калужский «императорский маршрут» включает 12 локаций.

## Виды туризма

### Религиозный туризм
Ежегодный поток паломников к святыням Калужской области составляет свыше 100 тыс. человек. Их привлекает знаменитая Оптина пустынь, Шамординский монастырь, Пафнутьево-Боровский монастырь, Тихонова пустынь.

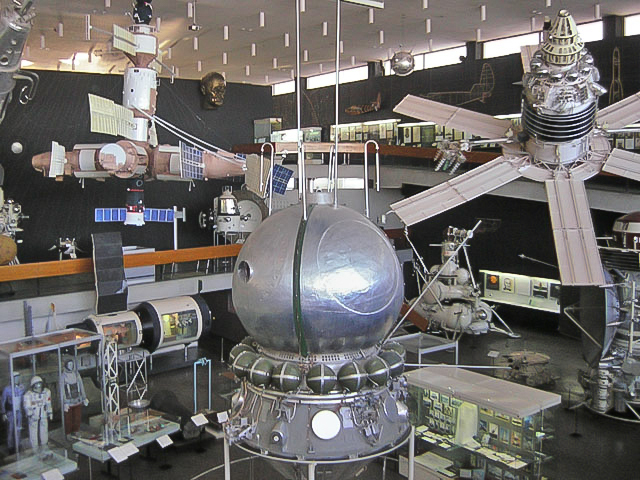
Зал ракетной техники в музее истории космонавтики в Калуге

### Научно-познавательный туризм
В Калуге находится первый в стране Государственный музей истории космонавтики, дом-музей К. Э. Циолковского, единственный в России дом-музей А. Л. Чижевского.
Летом 2020 года откроется наземная часть глобального проекта - второй очереди Государственного музея истории космонавтики, общей площадью 12 480 кв. м. На кровле расположился купол солнечной обсерватории, площадки солнечных батарей, а также территория для прогулок.

### Культурно-познавательный туризм
Туристические фирмы предлагают экскурсию по историческому центру Калуги, поездку в музей-заповедник «Полотняный Завод» с посещением единственного в России музея бумаги «Бузеон», туры в Художественный Музей МУсора и в крупнейший в России этнографический парк «Этномир».

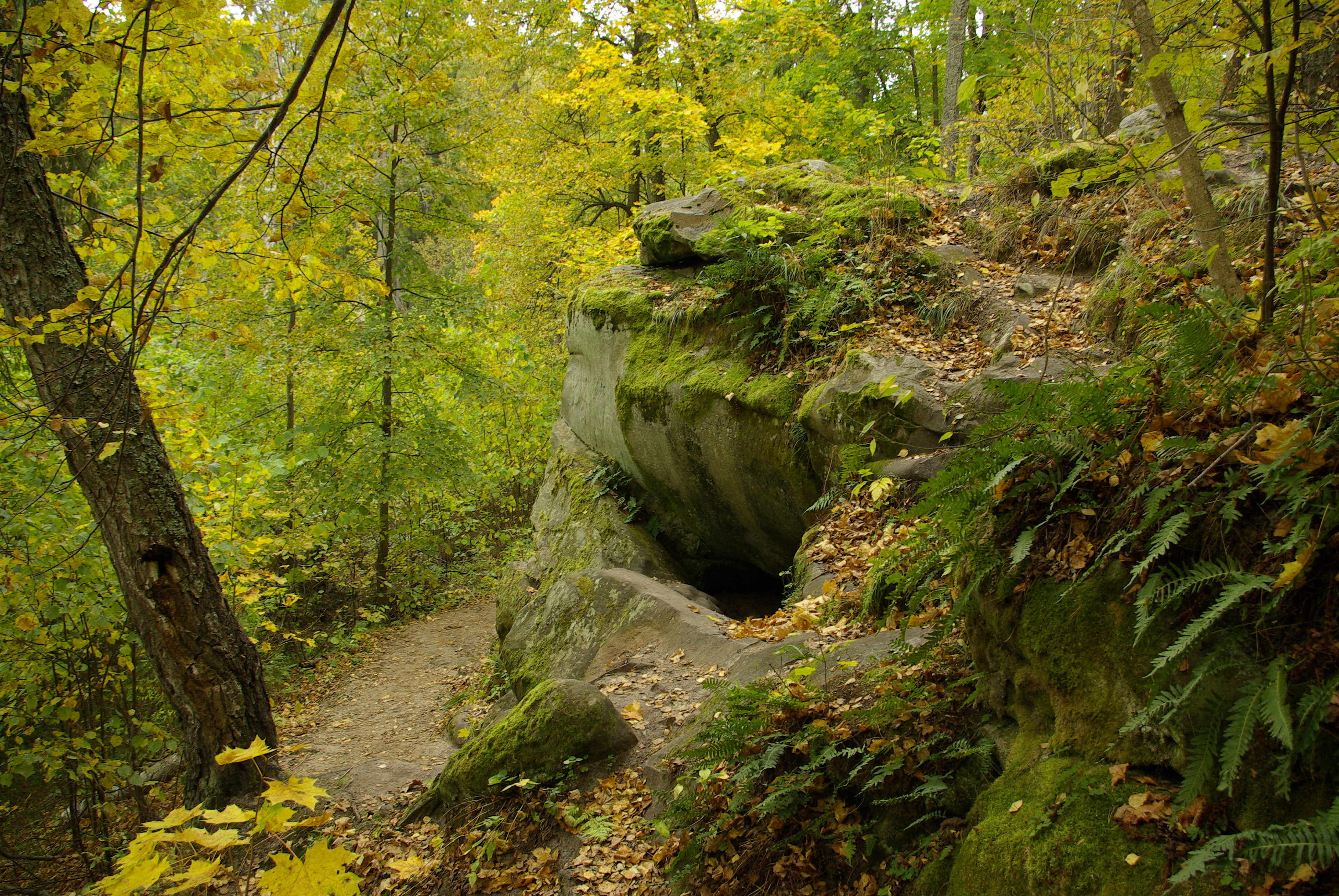
Чёртово городище

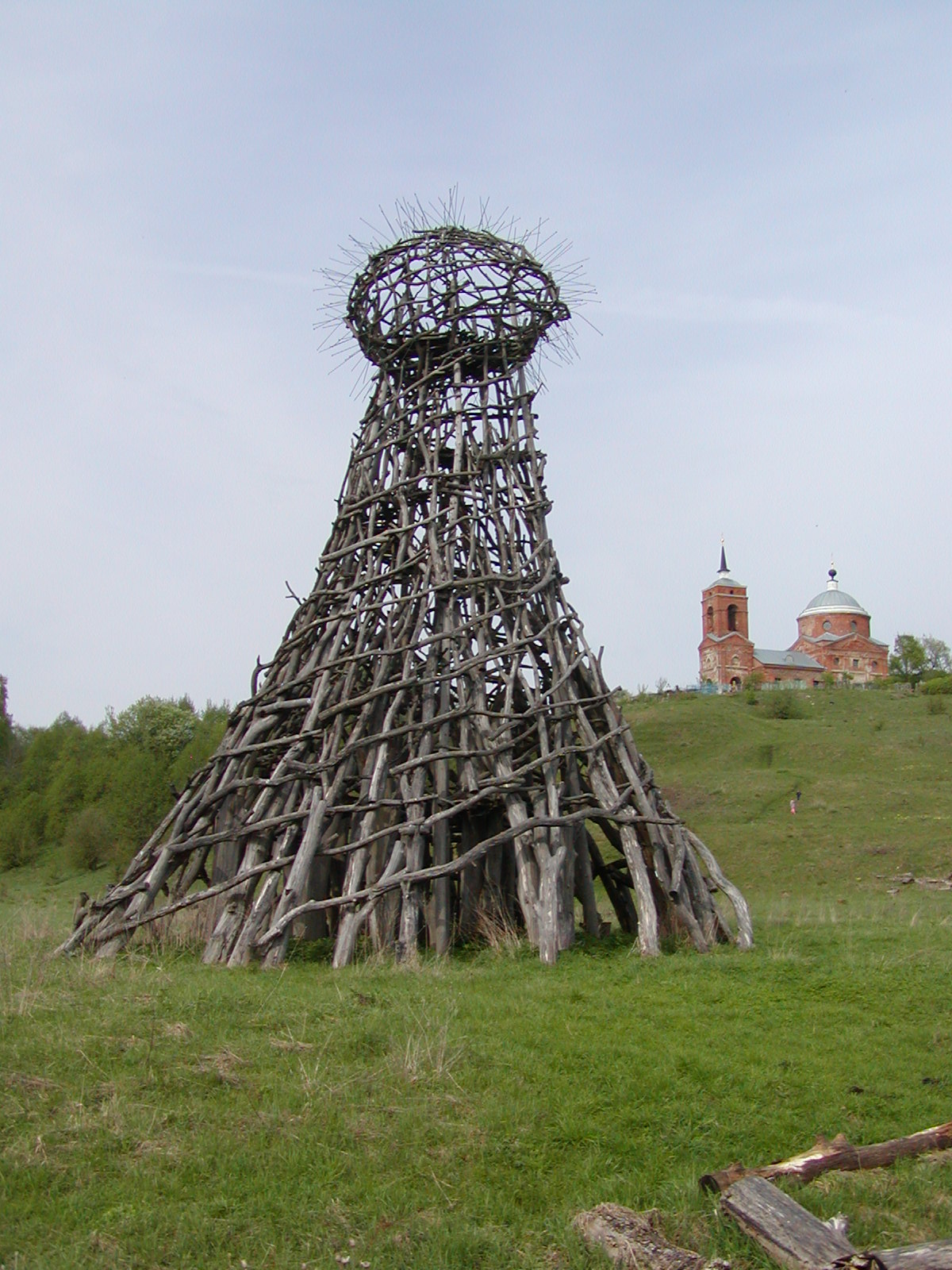
Маяк на Угре в парке Никола-Ленивец

### Экологический туризм
На территории Калужской области расположен Национальный парк «Угра», площадью 986 245 кв.м. и заповедник «Калужские засеки». В экотуры включены также парк птиц «Воробьи» и крупнейший в Европе арт-парк «Никола-Ленивец». Другие места экотуризма: урочище Чёртово городище, памятник природы «Калужский Бор», Кольцовские пещеры, природный заказник «Таруса».

### Промышленный туризм
В Калужской области работают более 200 предприятий новой экономики — от фармакологии до автомобилестроения и более 2 000 предприятий «традиционной промышленности». Развитая промышленность обусловила развитие в регионе промышленного туризма. Экскурсии принимают: пивоварня EFES Rus, швейная фабрика «Мануфактуры Bosco», пивоварня Grenader, производитель молочной продукции «ЭкоНива», органическая ферма в Богимово, кондитерская фабрика «Фруже», завод косметики L’Oreal, завод керамических плит Laminam Rus и другие предприятия.

### Событийный туризм
На территории Калужской области проводятся следующие ежегодные мероприятия:
- Фестиваль ландшафтных арт-объектов «Архстояние»
- Фестиваль музыки и архитектуры Signal
- Фестиваль авторской анимации «Бессонница»
- Музыкальный интерактивный фестиваль Folk summer fest
- Международный музыкальный фестиваль «Мир гитары»
- Музыкально-художественный фестиваль Фонда Святослава Рихтера в Тарусе
- Фестиваль «Рок над водой» (Rock on the water)
- Фестиваль исторических клубов «Воиново поле»
- Фестиваль крафтовой культуры GrenaderFest

### Народные промыслы и ремёсла
- Хлудневская игрушка

## Размещение
На территории Калужской области действуют более 600 объектов размещения — от пятизвёздочных отелей, гостиниц и хостелов до баз отдыха и гостевых домов. Среди лучших вариантов – отели известных международных сетей Four Points by Sheraton, Best Western, Hilton, Ambassador.

## Логистика
Международный аэропорт «Калуга» им. К.Э. Циолковского расположен в городской черте, добраться до аэровокзала можно в том числе городским общественным транспортом. Маршрутная сеть охватывает многие российские города: Санкт-Петербург, Казань, Екатеринбург, Калининград, Москва, Краснодар, Сочи, Анапа, Ростов-на-Дону, Минеральные воды, Симферополь. Из международного терминала совершаются рейсы в Анталию (Турция) и Ереван (Армения).
Через Калужскую область проходят две федеральные автомобильные трассы - М3 «Украина» и А130 Москва – Варшава. Между Москвой и Калугой курсирует железнодорожный экспресс, время в пути — 2 часа 40 минут.

## Поддержка туризма

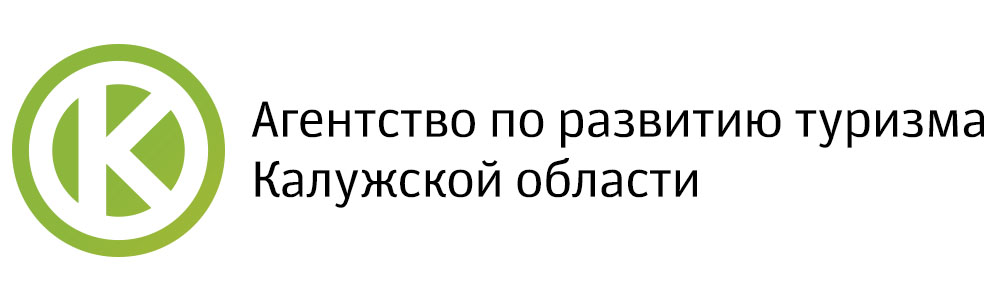
Логотип Агентства по развитию туризма Калужской области

### Агентство по развитию туризма Калужской области
Поддержкой туризма в Калужской области занимается ГАУ КО «АРТ», созданное в 2018 году. В задачи Агентства входит сопровождение инвестиционных проектов в сфере туризма региона и создание максимально комфортной бизнес-среды для их реализации.

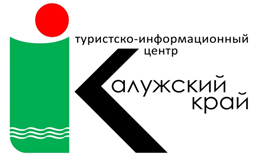
Логотип ТИЦ «Калужский край»

### Туристско-информационный центр «Калужский край»
ТИЦ «Калужский край» работает с 2010 года. Его задача – продвижение туристического потенциала региона и оказание поддержки всем категориям туристов, которые путешествуют по Калужской области.
ТИЦ занимается организацией экскурсий и пресс-туров по Калужской области; выпуском буклетов и путеводителей, туристических карт; представляет Калужскую область на международных и региональных выставках; осуществляет взаимодействие с представителями туристской отрасли Калужской области и других регионов.

### Туристско-рекреационный кластер Калужской области
Туристско-рекреационный кластер Калужской области был создан в 2016 году.
Его цель — содействие членам кластера в формировании и развитии высокоэффективного и конкурентоспособного туристического комплекса на территории Калужской области.
В кластер входят коллективные средства размещения, туристско-информационные центры, музеи, международный аэропорт «Калуга» - всего 42 организации со специализацией в сфере туристических услуг.